# 표범도마뱀붙이속
표범도마뱀붙이속(Eublepharis)은 표범도마뱀붙이류(leopard geckos)라 알려져 있으며, 영국의 동물학자 존 에드워드 그레이가 1827년에 최초로 기술하였다. 학명의 어원은 'eu' = '좋은,진짜의', 'blephar' = '눈꺼풀'이며, 모든 종이 제대로 기능하는 눈꺼풀이 달려있다. 이 속은 동아시아, 동남아시아의 돌이 널린 초지에 서식한다. 이 도마뱀붙이류는 체형이 튼실하다. 꼬리는 주둥이에서 항문까지보다 짧고 몸은 사마귀같은 혹으로 덮여있다. 발가락에는 빨판이 없어서 다른 도마뱀붙이류처럼 기어오르지 못한다. 표범도마뱀붙이속은 해가 뜨고 질 무렵이나 밤에 지면에서 활동한다. 이 중에서도 표범도마뱀붙이는 애완동물로서 인기가 높다. 특히 미국에서 인기가 높으며, 거의 300만 마리의 개체가 사육되고 있다. 표범도마뱀붙이가 건조한 사막지대에서 살아간다고 흔히 오해하고 있지만, 실은 인도 북부, 아프가니스탄, 파키스탄 지역의 돌이 많은 초지에 서식하며 사막과 물이 모자란 지역을 싫어한다.

## 형태
표범도마뱀붙이류는 6.5 - 8.5 cm의 길이, 약 3g의 무게로 부화한다. 성체는 길이 20.5 - 27.5 cm, 무게 54-65g까지 성장한다.
표범도마뱀붙이류는 등, 목, 머리 둘레의 피부가 거칠어서 메마른 환경의 돌이 많은 지표면을 지나다니기에 적절하다. 다른 파충류들처럼 자라기 위해 주기적으로 허물을 벗는다.

## 식성
표범도마뱀붙이류는 충식동물이며, 즉 오로지 곤충만을 먹는다. 사육 시에는 귀뚜라미, 밀웜, 메뚜기를 주로 급여한다.

## 하위
- 이라크눈꺼풀도마뱀붙이, Eublepharis angramainyu
- 서인도표범도마뱀붙이, Eublepharis fuscus
- 동인도표범도마뱀붙이, Eublepharis hardwickii
- 표범도마뱀붙이, Eublepharis macularius
  - 아프간표범도마뱀붙이, (Eublepharis macularius afghanicus)
  - Eublepharis macularius fasciolatus
  - Eublepharis macularius macularius
  - Eublepharis macularius montanus
  - Eublepharis macularius smithi
- 사트푸라표범도마뱀붙이, Eublepharis satpuraensis
- 투르크메니스탄눈꺼풀도마뱀붙이, Eublepharis turcmenicus

쿠로이와땅도마뱀붙이(:en:Goniurosaurus kuroiwae) 상종(en:superspecies)의 구성원은 이전에는 표범도마뱀붙이속에 속한 것으로 여겨졌었다.

## 핵심식별요소(en:key identifiers)

### 서식지
표범도마뱀붙이류는 아프가니스탄, 이라크, 이란, 인도 북서부, 파키스탄 지역에서 발견할 수 있다. 이 녀석들은 건조지대, 반건조지대, 건조한 초지대를 선호한다.